# Michelbach-le-Bas
Michelbach-le-Bas (deutsch Nieder-Michelbach) ist eine französische Gemeinde mit 709 Einwohnern (Stand 1. Januar 2022) im Département Haut-Rhin in der Region Grand Est (bis 2015 Elsass). Sie gehört zum Arrondissement Mulhouse, zum Kanton Saint-Louis und zum Gemeindeverband Saint-Louis Agglomération.

## Geografie
Die Gemeinde Michelbach-le-Bas liegt im Sundgau, etwa zehn Kilometer nordwestlich von Basel und 20 Kilometer südlich von Mülhausen. Wenige Kilometer östlich von Michelbach-le-Bas befindet sich der Flughafen Basel-Mülhausen.
Nachbargemeinden von Michelbach-le-Bas sind Brinckheim im Norden, Blotzheim im Osten, Hésingue im Südosten, Attenschwiller im Süden, Ranspach-le-Bas im Westen sowie Kappelen im Nordwesten.
Von 1915 an besaß die Gemeinde einen Bahnhof an der Bahnstrecke Waldighofen–Sankt Ludwig. Dieser umfasste zwei Ausweichgleise und ein Ladegleis. Der Personenverkehr wurde 1955 eingestellt und die Strecke 1960 stillgelegt.

## Geschichte
Ersterwähnung 1103 als Michelnbach. Bei Habsburg bis 1648, dann im Westfälischen Frieden Übergang an die französische Krone. Von 1871 bis zum Ende des Ersten Weltkrieges gehörte Niedermichelbach als Teil des Reichslandes Elsaß-Lothringen zum Deutschen Reich und war dem Kreis Mülhausen im Bezirk Oberelsaß zugeordnet.

### Bevölkerungsentwicklung
| Jahr      | 1910 | 1962 | 1968 | 1975 | 1982 | 1990 | 1999 | 2007 | 2017 |
| Einwohner | 266  | 251  | 285  | 403  | 583  | 627  | 724  | 715  | 697  |

## Bauwerke

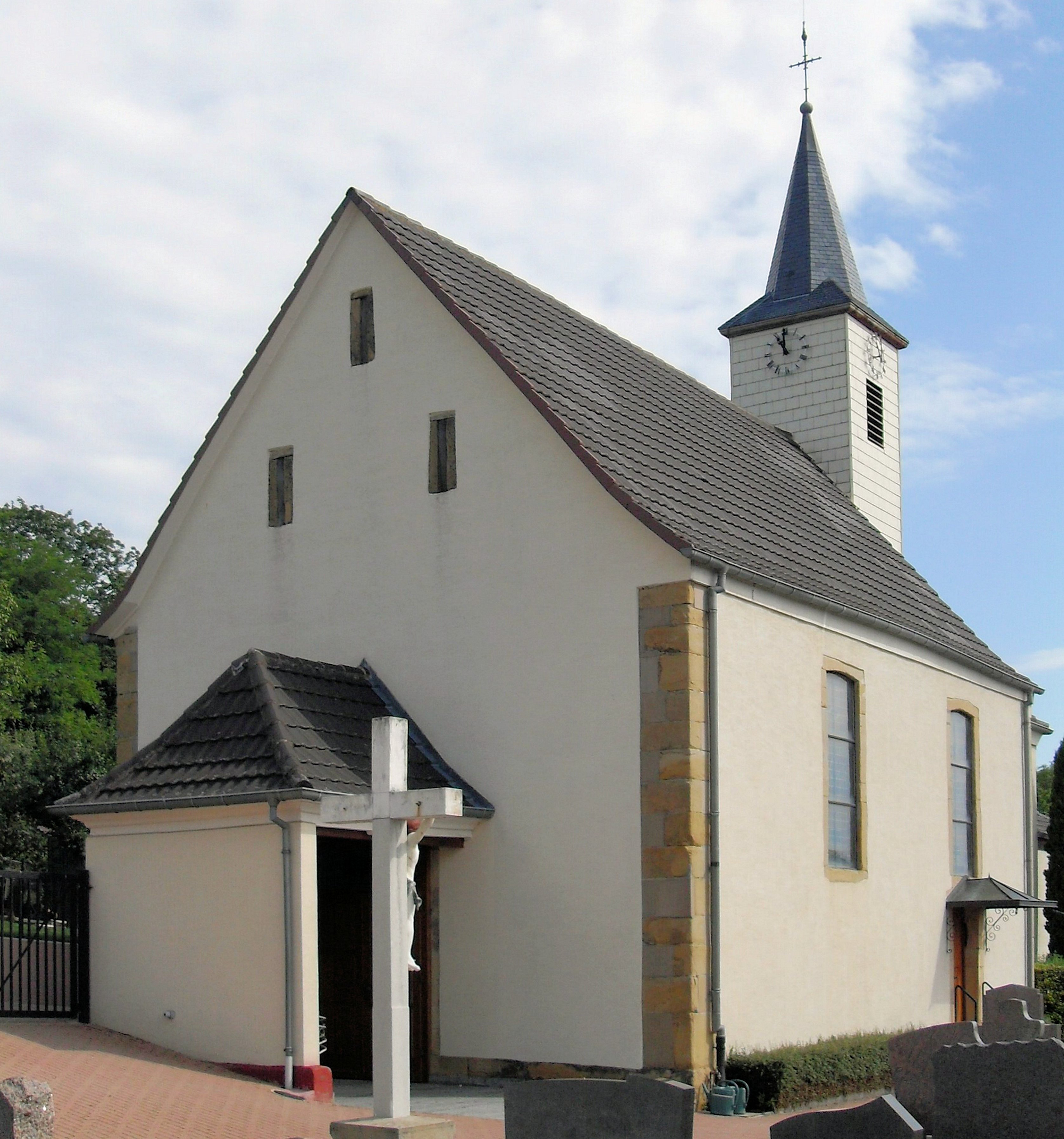
Kirche Saint-Théodore

- Kirche Saint-Théodore, 1832 erbaut (nach anderen Angaben 1804 errichtet)[3] Barocke Statuen des Heiligen Sebastian und von St. Theodor.
- Eine Anzahl gut erhaltener Fachwerkbauten in Rähmbauweise meist aus dem 18. und 19. Jahrhundert. Das Haus Nr. 3 in der Rue du Moulin noch in der altertümlichen Ständerbauweise mit weitabständigem Fachwerk. - Dagegen die beiden traufständigen Häuser Nr. 4 und 6 an der Rue de Ranspach mit dem engmaschigen, konsequent symmetrischen Fachwerk des 19. Jahrhunderts. - Das Haus Rue de Blotzheim Nr. 8 wohl aus der 1. Hälfte des 18. Jahrhunderts mit dekorativem Fachwerk (Andreaskreuze und Rauten). - An der Rue de Lubbon das Haus Nr. 8 von 1754 in Rähmbauweise. Die Laube mit geschweiften Andreaskreuzen.